# Harald Lindner (Geophysiker)
Harald Oswald Lindner (* 26. April 1938 in Aue; † November 2014 in Mittweida) war ein deutscher Geophysiker und Hochschullehrer.

## Leben
Lindner legte 1956 in Mittweida das Abitur ab, danach studierte er Geophysik an der Universität Leipzig. 1961 erwarb er das Diplom. Er arbeitete als Messtruppleiter, Interpretator, Forschungsgeophysiker, Abteilungsleiter und wissenschaftlicher Oberassistent. Im Jahr 1970 wurde er an der Bergakademie Freiberg zum Dr. rer. nat. promoviert. 1986 absolvierte er die Promotion B, die 1991 als Habilitation anerkannt wurde. Von 1992 bis 2003 wirkte Harald Lindner als Professor für Petrophysik und Bohrlochgeophysik an der TU Bergakademie Freiberg, zwischen 1999 und 2003 leitete er das Institut für Geophysik. Im November 2014 starb er in Mittweida.

## Veröffentlichungen (Auswahl)
- Ergebnisse der Gravimetermessungen im Raum Elbtalzone – Lausitzer Massiv – Westsudeten. Dissertation, Bergakademie Freiberg, 1970
- (mit Reiner Scheibe): Interpretationstechnik für gravimetrische und magnetische Felder. Deutscher Verlag für Grundstoffindustrie Leipzig, 1977. Freiberger Forschungshefte; C 322
- (mit Heinz Militzer): Grundlagen der angewandten Gravimetrie. Deutscher Verlag für Grundstoffindustrie Leipzig, 1979. Freiberger Forschungshefte; C 339
- Ergebnisse geophysikalischer Untersuchungen über standsicherheitsgefährdeten Lockergesteinskippen des Braunkohlenbergbaus.  Dissertation B, Bergakademie Freiberg, 1986
- (mit Jens Heinicke): Einsatz geophysikalischer Methoden zur Bewertung der zeitlichen Entwicklung geologischer Strukturen im Bergbau. Deutscher Verlag für Grundstoffindustrie Leipzig, 1987. Freiberger Forschungshefte; C 422, ISBN 978-3-342-00934-4